# Emile den Tex
Emile den Tex (Amsterdam, 3 november 1918 – Zoeterwoude, 3 januari 2012) was een Nederlands geoloog. Den Tex was van 1959 tot 1984 hoogleraar in de petrologie, eerst aan de Rijksuniversiteit Leiden, de laatste jaren voor zijn emeritaat aan de Rijksuniversiteit Utrecht. Hij publiceerde ook gedichten. Hij was lid van de familie Den Tex en was de vader van de schrijver Charles den Tex.
Den Tex studeerde vanaf 1937 geologie te Leiden, maar pas na de oorlog kon hij zijn studie afmaken. Hij promoveerde op onderzoek naar stollingsgesteenten in de Franse Alpen. Na enkele jaren in Australië gewerkt te hebben keerde hij terug naar Leiden om daar hoogleraar te worden. Als onderzoeker was hij gespecialiseerd in petrologie, vooral van stollingsgesteenten. Hij deed met studenten onderzoek naar mafische gesteenten in Galicië, later ook in de Pyreneeën en in het Dora Mairamassief. In 1981 verhuisde het Geologisch Instituut van Leiden naar de Utrechtse Uithof, waardoor Den Tex de laatste jaren van zijn hoogleraarschap aan de Universiteit van Utrecht doorbracht. In 1998 verscheen zijn boek Een voorspel van de moderne vulkaankunde in West-Europa (uitgegeven door de Koninklijke Nederlandse Akademie van Wetenschappen), waarin hij een overzicht geeft van de vroegmoderne vulkaankunde in de Republiek der Nederlanden (17e en 18e eeuw).
In de jaren veertig publiceerde Den Tex een aantal dichtbundels, waaronder Slagzij (uitgegeven bij A.A.M. Stols, Den Haag, 1942) en Schipbreuk (uitgegeven Bayard Pers, 1945), en het kortverhaal Pithecanthropus Erectus (uitgegeven in de Bayard Reeks, Bussum, 1946). Hij overleed op 93-jarige leeftijd.